# His Old-Fashioned Mother
His Old-Fashioned Mother è un cortometraggio muto del 1913 diretto da Allan Dwan

## Produzione
Il film fu prodotto dall'American Film Manufacturing Company come Flying A.

## Distribuzione
Distribuito dalla Mutual Film, il film - un cortometraggio lungo 200 metri - uscì nelle sale cinematografiche USA il 18 gennaio 1913. Nelle proiezioni, veniva programmato con il sistema dello split reel, accorpato in un'unica bobina con un altro cortometraggio prodotto dall'American Film Manufacturing Company, il documentario The Walnut Industry.